# Nicklök
Nicklök (Allium insubricum) är en flerårig växtart i släktet lökar och familjen amaryllisväxter. Arten beskrevs av Pierre Edmond Boissier och Georges François Reuter.

## Utbredning
Nicklöken förekommer i vilt tillstånd i södra Alperna i norra Italien. Den odlas även som prydnadsväxt i andra delar av världen. IUCN kategoriserar artens bevarandestatus som otillräckligt studerad (DD).